# 1364
Portal Geschichte | Portal Biografien | Aktuelle Ereignisse | Jahreskalender | Tagesartikel

◄ |
13. Jahrhundert |
14. Jahrhundert
| 15. Jahrhundert | ►

◄ |
1330er |
1340er |
1350er |
1360er
| 1370er | 1380er | 1390er | ►

◄◄ |
◄ |
1360 |
1361 |
1362 |
1363 |
1364
| 1365 | 1366 | 1367 | 1368 | ► | ►►
Staatsoberhäupter  · Nekrolog
| Januar | Januar | Januar | Januar | Januar | Januar | Januar | Januar |
| Kw     | Mo     | Di     | Mi     | Do     | Fr     | Sa     | So     |
| ------ | ------ | ------ | ------ | ------ | ------ | ------ | ------ |
| 1      | 1      | 2      | 3      | 4      | 5      | 6      | 7      |
| 2      | 8      | 9      | 10     | 11     | 12     | 13     | 14     |
| 3      | 15     | 16     | 17     | 18     | 19     | 20     | 21     |
| 4      | 22     | 23     | 24     | 25     | 26     | 27     | 28     |
| 5      | 29     | 30     | 31     |        |        |        |        |

| Februar | Februar | Februar | Februar | Februar | Februar | Februar | Februar |
| Kw      | Mo      | Di      | Mi      | Do      | Fr      | Sa      | So      |
| ------- | ------- | ------- | ------- | ------- | ------- | ------- | ------- |
| 5       |         |         |         | 1       | 2       | 3       | 4       |
| 6       | 5       | 6       | 7       | 8       | 9       | 10      | 11      |
| 7       | 12      | 13      | 14      | 15      | 16      | 17      | 18      |
| 8       | 19      | 20      | 21      | 22      | 23      | 24      | 25      |
| 9       | 26      | 27      | 28      | 29      |         |         |         |

| März | März | März | März | März | März | März | März |
| Kw   | Mo   | Di   | Mi   | Do   | Fr   | Sa   | So   |
| ---- | ---- | ---- | ---- | ---- | ---- | ---- | ---- |
| 9    |      |      |      |      | 1    | 2    | 3    |
| 10   | 4    | 5    | 6    | 7    | 8    | 9    | 10   |
| 11   | 11   | 12   | 13   | 14   | 15   | 16   | 17   |
| 12   | 18   | 19   | 20   | 21   | 22   | 23   | 24   |
| 13   | 25   | 26   | 27   | 28   | 29   | 30   | 31   |

| April | April | April | April | April | April | April | April |
| Kw    | Mo    | Di    | Mi    | Do    | Fr    | Sa    | So    |
| ----- | ----- | ----- | ----- | ----- | ----- | ----- | ----- |
| 14    | 1     | 2     | 3     | 4     | 5     | 6     | 7     |
| 15    | 8     | 9     | 10    | 11    | 12    | 13    | 14    |
| 16    | 15    | 16    | 17    | 18    | 19    | 20    | 21    |
| 17    | 22    | 23    | 24    | 25    | 26    | 27    | 28    |
| 18    | 29    | 30    |       |       |       |       |       |

| Mai | Mai | Mai | Mai | Mai | Mai | Mai | Mai |
| Kw  | Mo  | Di  | Mi  | Do  | Fr  | Sa  | So  |
| --- | --- | --- | --- | --- | --- | --- | --- |
| 18  |     |     | 1   | 2   | 3   | 4   | 5   |
| 19  | 6   | 7   | 8   | 9   | 10  | 11  | 12  |
| 20  | 13  | 14  | 15  | 16  | 17  | 18  | 19  |
| 21  | 20  | 21  | 22  | 23  | 24  | 25  | 26  |
| 22  | 27  | 28  | 29  | 30  | 31  |     |     |

| Juni | Juni | Juni | Juni | Juni | Juni | Juni | Juni |
| Kw   | Mo   | Di   | Mi   | Do   | Fr   | Sa   | So   |
| ---- | ---- | ---- | ---- | ---- | ---- | ---- | ---- |
| 22   |      |      |      |      |      | 1    | 2    |
| 23   | 3    | 4    | 5    | 6    | 7    | 8    | 9    |
| 24   | 10   | 11   | 12   | 13   | 14   | 15   | 16   |
| 25   | 17   | 18   | 19   | 20   | 21   | 22   | 23   |
| 26   | 24   | 25   | 26   | 27   | 28   | 29   | 30   |

| Juli | Juli | Juli | Juli | Juli | Juli | Juli | Juli |
| Kw   | Mo   | Di   | Mi   | Do   | Fr   | Sa   | So   |
| ---- | ---- | ---- | ---- | ---- | ---- | ---- | ---- |
| 27   | 1    | 2    | 3    | 4    | 5    | 6    | 7    |
| 28   | 8    | 9    | 10   | 11   | 12   | 13   | 14   |
| 29   | 15   | 16   | 17   | 18   | 19   | 20   | 21   |
| 30   | 22   | 23   | 24   | 25   | 26   | 27   | 28   |
| 31   | 29   | 30   | 31   |      |      |      |      |

| August | August | August | August | August | August | August | August |
| Kw     | Mo     | Di     | Mi     | Do     | Fr     | Sa     | So     |
| ------ | ------ | ------ | ------ | ------ | ------ | ------ | ------ |
| 31     |        |        |        | 1      | 2      | 3      | 4      |
| 32     | 5      | 6      | 7      | 8      | 9      | 10     | 11     |
| 33     | 12     | 13     | 14     | 15     | 16     | 17     | 18     |
| 34     | 19     | 20     | 21     | 22     | 23     | 24     | 25     |
| 35     | 26     | 27     | 28     | 29     | 30     | 31     |        |

| September | September | September | September | September | September | September | September |
| Kw        | Mo        | Di        | Mi        | Do        | Fr        | Sa        | So        |
| --------- | --------- | --------- | --------- | --------- | --------- | --------- | --------- |
| 35        |           |           |           |           |           |           | 1         |
| 36        | 2         | 3         | 4         | 5         | 6         | 7         | 8         |
| 37        | 9         | 10        | 11        | 12        | 13        | 14        | 15        |
| 38        | 16        | 17        | 18        | 19        | 20        | 21        | 22        |
| 39        | 23        | 24        | 25        | 26        | 27        | 28        | 29        |
| 40        | 30        |           |           |           |           |           |           |

| Oktober | Oktober | Oktober | Oktober | Oktober | Oktober | Oktober | Oktober |
| Kw      | Mo      | Di      | Mi      | Do      | Fr      | Sa      | So      |
| ------- | ------- | ------- | ------- | ------- | ------- | ------- | ------- |
| 40      |         | 1       | 2       | 3       | 4       | 5       | 6       |
| 41      | 7       | 8       | 9       | 10      | 11      | 12      | 13      |
| 42      | 14      | 15      | 16      | 17      | 18      | 19      | 20      |
| 43      | 21      | 22      | 23      | 24      | 25      | 26      | 27      |
| 44      | 28      | 29      | 30      | 31      |         |         |         |

| November | November | November | November | November | November | November | November |
| Kw       | Mo       | Di       | Mi       | Do       | Fr       | Sa       | So       |
| -------- | -------- | -------- | -------- | -------- | -------- | -------- | -------- |
| 44       |          |          |          |          | 1        | 2        | 3        |
| 45       | 4        | 5        | 6        | 7        | 8        | 9        | 10       |
| 46       | 11       | 12       | 13       | 14       | 15       | 16       | 17       |
| 47       | 18       | 19       | 20       | 21       | 22       | 23       | 24       |
| 48       | 25       | 26       | 27       | 28       | 29       | 30       |          |

| Dezember | Dezember | Dezember | Dezember | Dezember | Dezember | Dezember | Dezember |
| Kw       | Mo       | Di       | Mi       | Do       | Fr       | Sa       | So       |
| -------- | -------- | -------- | -------- | -------- | -------- | -------- | -------- |
| 48       |          |          |          |          |          |          | 1        |
| 49       | 2        | 3        | 4        | 5        | 6        | 7        | 8        |
| 50       | 9        | 10       | 11       | 12       | 13       | 14       | 15       |
| 51       | 16       | 17       | 18       | 19       | 20       | 21       | 22       |
| 52       | 23       | 24       | 25       | 26       | 27       | 28       | 29       |
| 1        | 30       | 31       |          |          |          |          |          |

| Januar | Januar | Januar | Januar | Januar | Januar | Januar | Januar |
| Kw     | Mo     | Di     | Mi     | Do     | Fr     | Sa     | So     |
| ------ | ------ | ------ | ------ | ------ | ------ | ------ | ------ |
| 1      | 1      | 2      | 3      | 4      | 5      | 6      | 7      |
| 2      | 8      | 9      | 10     | 11     | 12     | 13     | 14     |
| 3      | 15     | 16     | 17     | 18     | 19     | 20     | 21     |
| 4      | 22     | 23     | 24     | 25     | 26     | 27     | 28     |
| 5      | 29     | 30     | 31     |        |        |        |        |

| Februar | Februar | Februar | Februar | Februar | Februar | Februar | Februar |
| Kw      | Mo      | Di      | Mi      | Do      | Fr      | Sa      | So      |
| ------- | ------- | ------- | ------- | ------- | ------- | ------- | ------- |
| 5       |         |         |         | 1       | 2       | 3       | 4       |
| 6       | 5       | 6       | 7       | 8       | 9       | 10      | 11      |
| 7       | 12      | 13      | 14      | 15      | 16      | 17      | 18      |
| 8       | 19      | 20      | 21      | 22      | 23      | 24      | 25      |
| 9       | 26      | 27      | 28      | 29      |         |         |         |

| März | März | März | März | März | März | März | März |
| Kw   | Mo   | Di   | Mi   | Do   | Fr   | Sa   | So   |
| ---- | ---- | ---- | ---- | ---- | ---- | ---- | ---- |
| 9    |      |      |      |      | 1    | 2    | 3    |
| 10   | 4    | 5    | 6    | 7    | 8    | 9    | 10   |
| 11   | 11   | 12   | 13   | 14   | 15   | 16   | 17   |
| 12   | 18   | 19   | 20   | 21   | 22   | 23   | 24   |
| 13   | 25   | 26   | 27   | 28   | 29   | 30   | 31   |

| April | April | April | April | April | April | April | April |
| Kw    | Mo    | Di    | Mi    | Do    | Fr    | Sa    | So    |
| ----- | ----- | ----- | ----- | ----- | ----- | ----- | ----- |
| 14    | 1     | 2     | 3     | 4     | 5     | 6     | 7     |
| 15    | 8     | 9     | 10    | 11    | 12    | 13    | 14    |
| 16    | 15    | 16    | 17    | 18    | 19    | 20    | 21    |
| 17    | 22    | 23    | 24    | 25    | 26    | 27    | 28    |
| 18    | 29    | 30    |       |       |       |       |       |

| Mai | Mai | Mai | Mai | Mai | Mai | Mai | Mai |
| Kw  | Mo  | Di  | Mi  | Do  | Fr  | Sa  | So  |
| --- | --- | --- | --- | --- | --- | --- | --- |
| 18  |     |     | 1   | 2   | 3   | 4   | 5   |
| 19  | 6   | 7   | 8   | 9   | 10  | 11  | 12  |
| 20  | 13  | 14  | 15  | 16  | 17  | 18  | 19  |
| 21  | 20  | 21  | 22  | 23  | 24  | 25  | 26  |
| 22  | 27  | 28  | 29  | 30  | 31  |     |     |

| Juni | Juni | Juni | Juni | Juni | Juni | Juni | Juni |
| Kw   | Mo   | Di   | Mi   | Do   | Fr   | Sa   | So   |
| ---- | ---- | ---- | ---- | ---- | ---- | ---- | ---- |
| 22   |      |      |      |      |      | 1    | 2    |
| 23   | 3    | 4    | 5    | 6    | 7    | 8    | 9    |
| 24   | 10   | 11   | 12   | 13   | 14   | 15   | 16   |
| 25   | 17   | 18   | 19   | 20   | 21   | 22   | 23   |
| 26   | 24   | 25   | 26   | 27   | 28   | 29   | 30   |

| Juli | Juli | Juli | Juli | Juli | Juli | Juli | Juli |
| Kw   | Mo   | Di   | Mi   | Do   | Fr   | Sa   | So   |
| ---- | ---- | ---- | ---- | ---- | ---- | ---- | ---- |
| 27   | 1    | 2    | 3    | 4    | 5    | 6    | 7    |
| 28   | 8    | 9    | 10   | 11   | 12   | 13   | 14   |
| 29   | 15   | 16   | 17   | 18   | 19   | 20   | 21   |
| 30   | 22   | 23   | 24   | 25   | 26   | 27   | 28   |
| 31   | 29   | 30   | 31   |      |      |      |      |

| August | August | August | August | August | August | August | August |
| Kw     | Mo     | Di     | Mi     | Do     | Fr     | Sa     | So     |
| ------ | ------ | ------ | ------ | ------ | ------ | ------ | ------ |
| 31     |        |        |        | 1      | 2      | 3      | 4      |
| 32     | 5      | 6      | 7      | 8      | 9      | 10     | 11     |
| 33     | 12     | 13     | 14     | 15     | 16     | 17     | 18     |
| 34     | 19     | 20     | 21     | 22     | 23     | 24     | 25     |
| 35     | 26     | 27     | 28     | 29     | 30     | 31     |        |

| September | September | September | September | September | September | September | September |
| Kw        | Mo        | Di        | Mi        | Do        | Fr        | Sa        | So        |
| --------- | --------- | --------- | --------- | --------- | --------- | --------- | --------- |
| 35        |           |           |           |           |           |           | 1         |
| 36        | 2         | 3         | 4         | 5         | 6         | 7         | 8         |
| 37        | 9         | 10        | 11        | 12        | 13        | 14        | 15        |
| 38        | 16        | 17        | 18        | 19        | 20        | 21        | 22        |
| 39        | 23        | 24        | 25        | 26        | 27        | 28        | 29        |
| 40        | 30        |           |           |           |           |           |           |

| Oktober | Oktober | Oktober | Oktober | Oktober | Oktober | Oktober | Oktober |
| Kw      | Mo      | Di      | Mi      | Do      | Fr      | Sa      | So      |
| ------- | ------- | ------- | ------- | ------- | ------- | ------- | ------- |
| 40      |         | 1       | 2       | 3       | 4       | 5       | 6       |
| 41      | 7       | 8       | 9       | 10      | 11      | 12      | 13      |
| 42      | 14      | 15      | 16      | 17      | 18      | 19      | 20      |
| 43      | 21      | 22      | 23      | 24      | 25      | 26      | 27      |
| 44      | 28      | 29      | 30      | 31      |         |         |         |

| November | November | November | November | November | November | November | November |
| Kw       | Mo       | Di       | Mi       | Do       | Fr       | Sa       | So       |
| -------- | -------- | -------- | -------- | -------- | -------- | -------- | -------- |
| 44       |          |          |          |          | 1        | 2        | 3        |
| 45       | 4        | 5        | 6        | 7        | 8        | 9        | 10       |
| 46       | 11       | 12       | 13       | 14       | 15       | 16       | 17       |
| 47       | 18       | 19       | 20       | 21       | 22       | 23       | 24       |
| 48       | 25       | 26       | 27       | 28       | 29       | 30       |          |

| Dezember | Dezember | Dezember | Dezember | Dezember | Dezember | Dezember | Dezember |
| Kw       | Mo       | Di       | Mi       | Do       | Fr       | Sa       | So       |
| -------- | -------- | -------- | -------- | -------- | -------- | -------- | -------- |
| 48       |          |          |          |          |          |          | 1        |
| 49       | 2        | 3        | 4        | 5        | 6        | 7        | 8        |
| 50       | 9        | 10       | 11       | 12       | 13       | 14       | 15       |
| 51       | 16       | 17       | 18       | 19       | 20       | 21       | 22       |
| 52       | 23       | 24       | 25       | 26       | 27       | 28       | 29       |
| 1        | 30       | 31       |          |          |          |          |          |

## Ereignisse

### Politik und Weltgeschehen

#### Westeuropa
- Anfang des Jahres: Da sein 1360 den Engländern als Geisel gestellter Sohn Louis flieht, stellt sich König Johann II. von Frankreich als Gefangener zur Verfügung. Er wird dort als königlicher Gast glänzend empfangen, stirbt aber schon am 8. April in London. Damit wird sein ältester Sohn Karl V. neuer König von Frankreich.

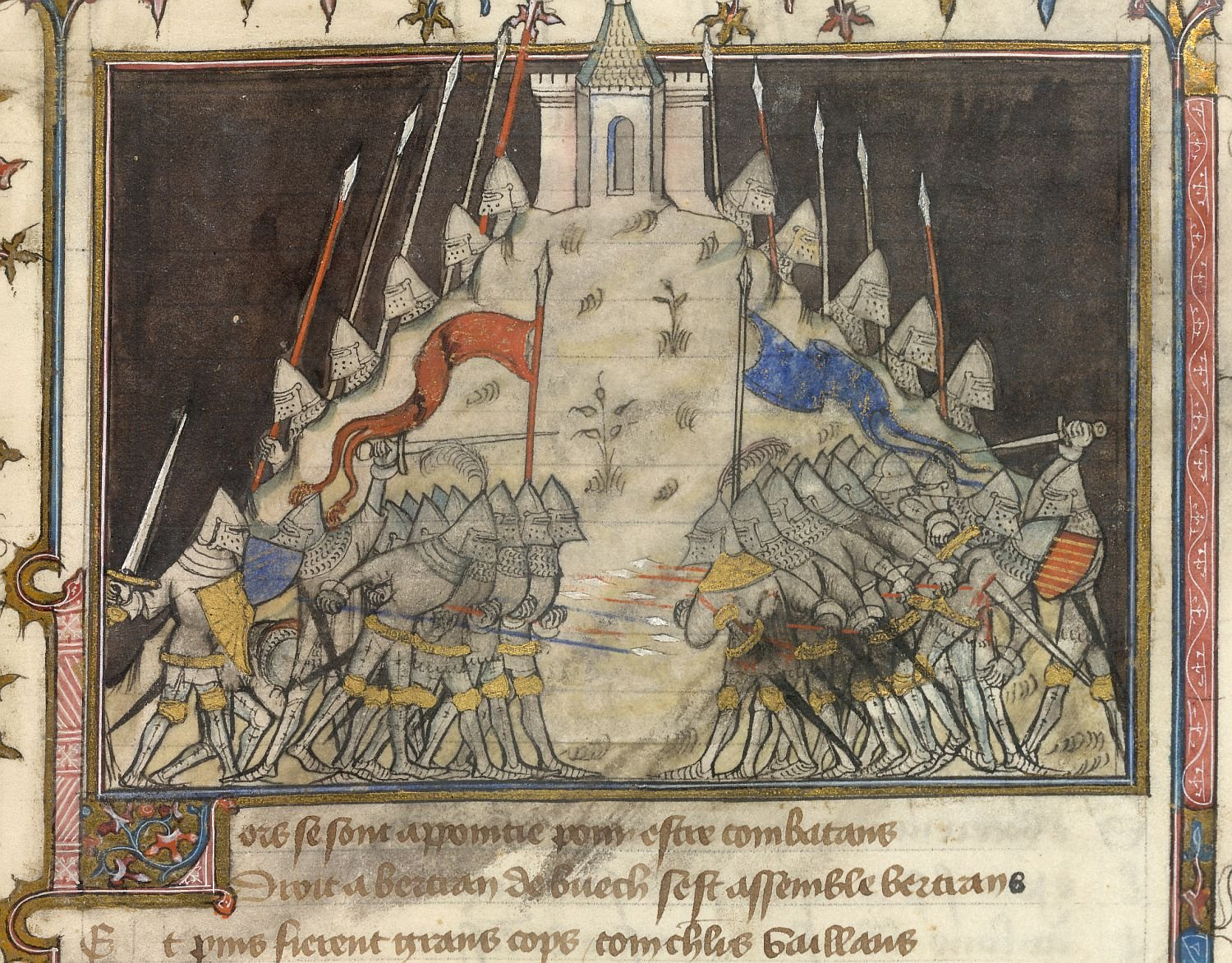
Zeitgenössische Darstellung der Schlacht von Cocherel

- 16. Mai: Karl II., der Böse, von Navarra wird im bretonischen Erbfolgekrieg in der Schlacht von Cocherel von Bertrand du Guesclin vernichtend geschlagen. Seine Gebiete in der Normandie werden eingezogen, wonach er seine Ansprüche auf den französischen Thron fallen lässt.
- 19. Mai: Karl V. und seine Ehefrau Jeanne de Bourbon, die sich nach einer Phase der Entfremdung wieder vereint haben, werden in der Kathedrale von Reims zum französischen Herrscherpaar gekrönt und gesalbt.

Zeitgenössische Darstellung der Schlacht von Auray

- 29. September: Die Schlacht von Auray beendet den Bretonischen Erbfolgekrieg. Der mit Frankreich verbündete Karl von Blois fällt. Der französische König muss Johann von Montfort als Herzog der Bretagne anerkennen.

#### Heiliges Römisches Reich
- 18. November: In der Rudolfinischen Hausordnung regelt der kinderlos gebliebene Rudolf IV. von Österreich mit seinen Brüdern Albrecht III. und Leopold III. die Herrschaftsverhältnisse in den habsburgischen Ländern nach seinem Tod: Ausgehend von der Albertinischen Hausordnung aus dem Jahre 1355 sollen die bereits bestehenden und zukünftigen Herrschaften von den überlebenden Brüdern ungeteilt und zu gemeinsamer Hand in Frieden regiert werden. Demnach solle auch jeder männliche Habsburger in seinem Namen den Titel aller Länder tragen. Trotz alledem obliegt die Vertretung Österreichs nach außen oder die Erhebung der Steuern dem Ältesten, dem damit eine gewisse Sonderstellung eingeräumt wird.
- Kaiser Karl IV. aus dem Haus Luxemburg schließt in Brünn mit den Habsburgern einen Erbvertrag, in dem sich beide Geschlechter gegenseitig als Erben eintragen.
- Adolf II. von der Mark legt das Amt des Erzbischofs von Köln nieder, um sich selbst auf die Nachfolge in der Grafschaft Kleve vorzubereiten, die von seinem kinderlosen Großonkel Graf Johann regiert wird. Nachfolger wird sein Onkel Engelbert III. von der Mark, der ihn dafür unter anderem mit dem an Kleve angrenzenden kurkölnischen Amt Rheinberg entschädigt.

#### Republik Venedig/Kreta
- Ende Januar brechen drei Galeeren von Venedig aus auf, um den im Vorjahr ausgebrochenen Aufstand der venezianischen Siedler auf Kreta niederzuschlagen.
- Am 10. April bricht eine Flotte aus Kreuzfahrern in Richtung der Insel auf. Nur wenige Tage nach der Landung kann das Heer unter  Lucchino dal Verme die Aufständischen besiegen und am 10. Mai die Hauptstadt Candia einnehmen.

#### Asien
- Thadominbya, Sohn einer Prinzessin des Königreichs Sagaing im heutigen Myanmar und Gouverneur der nördlichen Stadt Tagaung, verlegt die Hauptstadt Sagaings auf das andere Ufer des Irawaddy-Flusses und gründet damit die Stadt Ava und das gleichnamige Königreich. Die neue Hauptstadt liegt am Zusammenfluss von Irawaddy und Myitnge, sodass sie von Natur aus auf drei Seiten von Wasser umgeben ist. Aus Verteidigungsgründen lässt Thadominbya auf der vierten Seite einen Kanal graben, sodass die Stadt zur künstlichen Insel wird.

#### Urkundliche Ersterwähnungen und Stadtrechte
- Attiswil, Mehlbruch, Rumisberg, Mühledorf und Weißdorf werden erstmals urkundlich erwähnt.
- Mönchengladbach erhält Stadtrechte.

### Wissenschaft und Technik
- 12. Mai: König Kasimir der Große gründet mit Zustimmung von Papst Urban V. in Krakau durch Einführung des Studium generale die erste Universität Polens und die zweite Mitteleuropas, die heutige Jagiellonen-Universität.

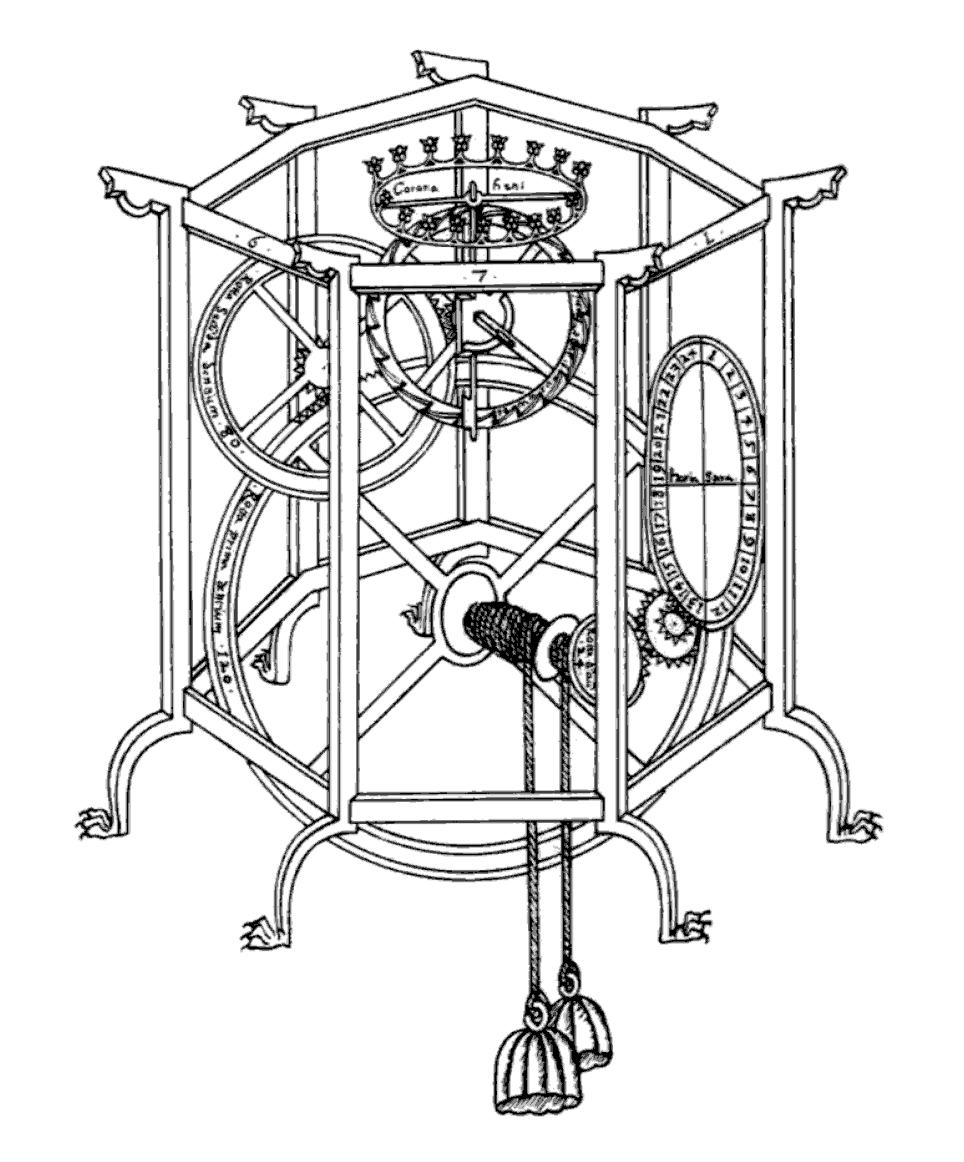
Zeichnung des Astrariums von de Dondi

- Nach 16-jähriger Bauzeit vollendet Giovanni de Dondi das Astrarium, eine der ersten astronomischen Uhren, und lässt sie auf dem Marktplatz in Padua aufstellen.

### Religion
- Die Universität Bologna erhält eine theologische Fakultät.

## Geboren

### Geburtsdatum gesichert
- 5. März: Wilhelm, Herzog von Jülich und Herzog von Geldern († 1402)

### Genaues Geburtsdatum unbekannt
- Al-Maqrīzī, arabischer Historiker und Schriftsteller († 1442)
- Bernhard I., Markgraf von Baden († 1431)
- Christine de Pizan, französische Schriftstellerin († um 1430)
- Gyeltshab Je, Person des tibetischen Buddhismus († 1432)
- Karl II., Herzog von Lothringen († 1431)
- Manuel III., Kaiser von Trapezunt († 1417)
- Ralph Neville, englischer Adeliger und Parteigänger des Hauses Lancaster († 1425)
- Qadi Zada, türkischer Mathematiker und Astronom († 1436)

### Geboren um 1364
- Elizabeth Plantagenet, englische Adelige aus dem Hause Lancaster († 1425)
- John Arundel, englischer Adeliger († 1390)

## Gestorben

### Todesdatum gesichert
- 04. Januar: Rudolf Losse, Kanzlist und Notar (* um 1310)
- 16. Februar: John Maltravers, englischer Adeliger und Höfling (* um 1290)
- 05. März: Nikolaus I. von Gutenburg, Abt des Benediktinerklosters Einsiedeln

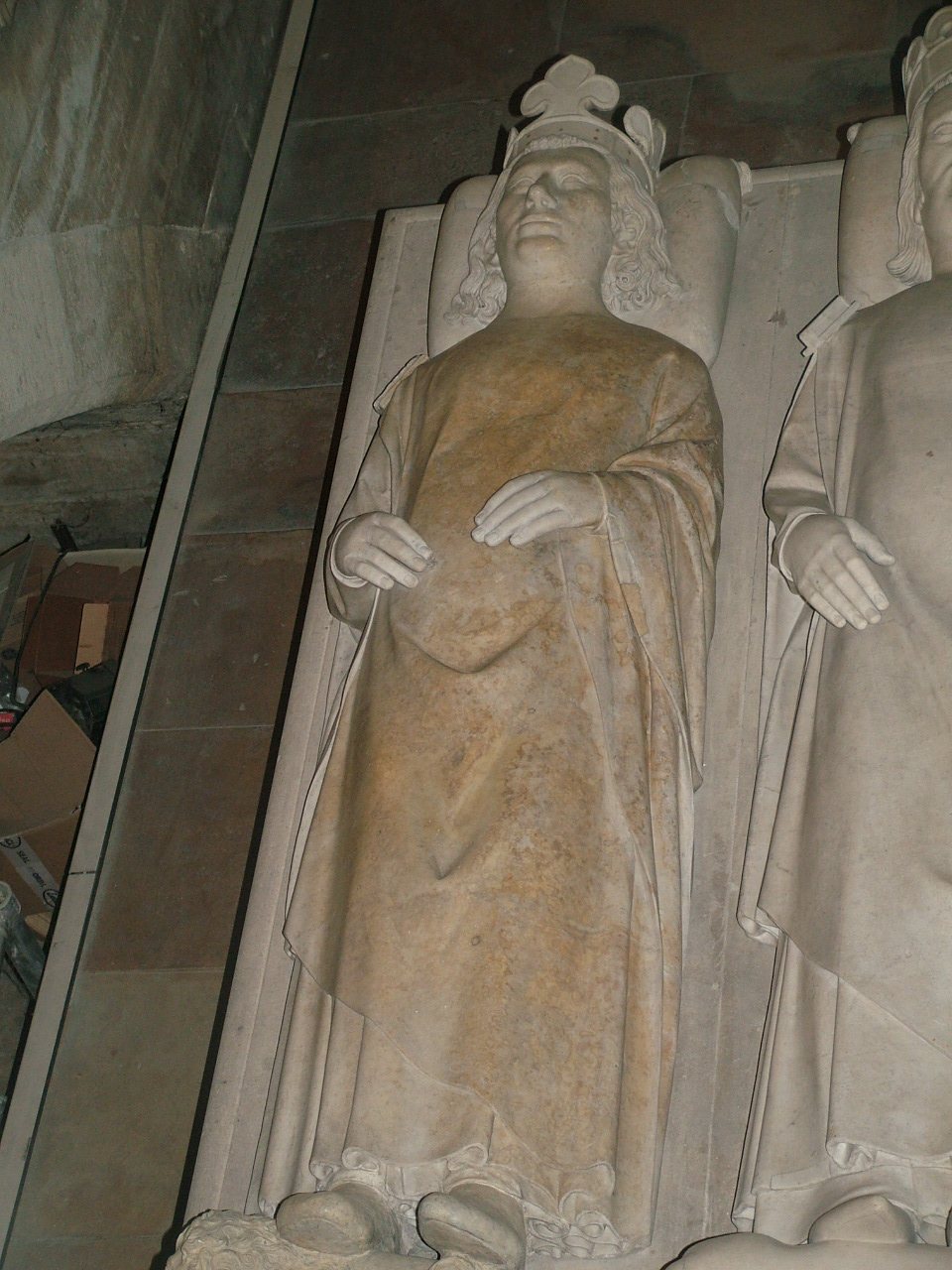
Grab Johanns II. in Saint-Denis

- 08. April: Johann II., König von Frankreich (* 1319)
- 17. Mai: Johann I., Herr von Ligny, Beauvoir und Roussy aus dem Haus Luxemburg
- 06. Juni: Wenzel I., Herzog von Liegnitz (* 1310/1318)
- 11. Juni: Agnes, Königin von Ungarn (* um 1281)
- 30. Juni: Ernst von Pardubitz, tschechischer Geistlicher, Politiker und Erzbischof von Prag (* um 1300)
- 11. Juli: Arnold von Vitinghove, Landmeister des Deutschen Ordens in Livland
- 05. August: Kōgon, japanischer Thronprätendent (* 1313)
- 09. August: Dietrich III. von Limburg, Graf von Limburg (* um 1291)
- 17. September: Robert von Tarent, Fürst von Tarent, Albanien und Achaia sowie Titularkaiser von Konstantinopel (* um 1318)
- 29. September: Karl von Blois, Herzog von Bretagne, Graf von Penthièvre und Goëllo sowie Vizegraf von Limoges und Herr von Guise (* um 1319)
- 09. Oktober: Heinrich Taube von Selbach, Kleriker, Jurist und Chronist

### Genaues Todesdatum unbekannt
- Januar: Edward Balliol, König von Schottland (* 1283)
- Butön Rinchen Drub, Gelehrter der Sakya-Schule des tibetischen Buddhismus (* 1290)
- Gajah Mada, Premierminister und Militärführer von Majapahit

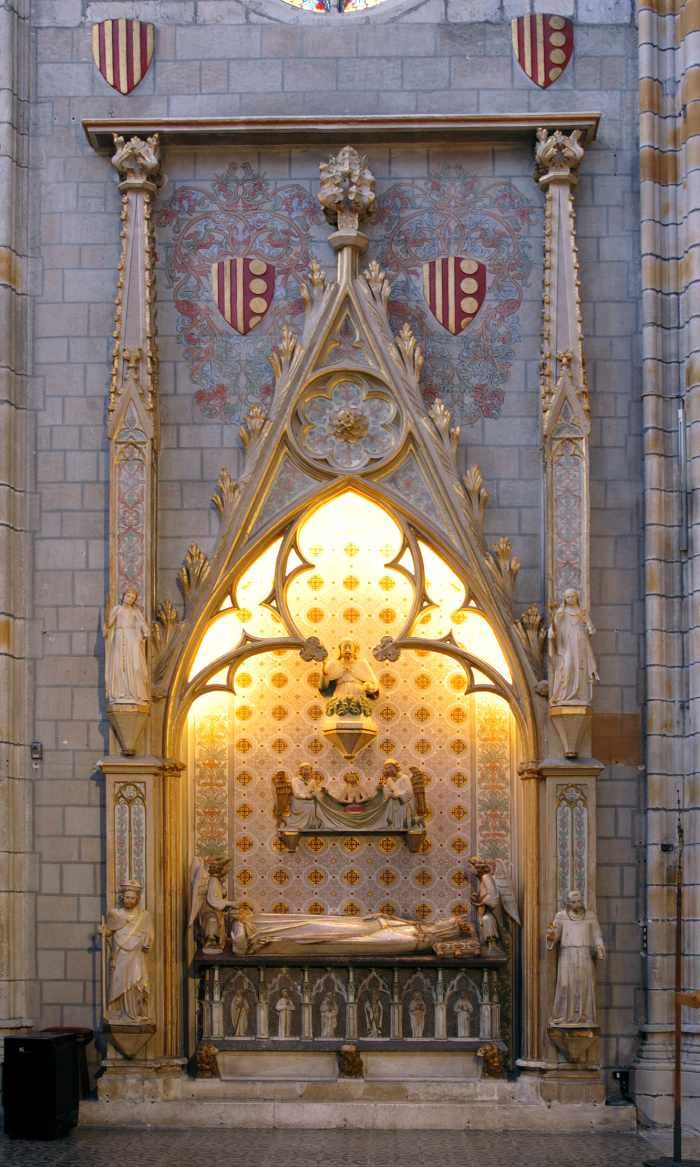
Das Grabmal der Elisenda de Montcada

- Elisenda de Montcada, Königin von Aragón (* 1292)
- Heinrich III., Abt des Klosters St. Januarius in Murrhardt
- Johann von Limburg-Styrum, Herr von Styrum (* um 1285)
- Burkhardt Sturmfeder, württembergischer Ritter und Unterlandvogt (* um 1300)
- Tshelpa Künga Dorje, tibetischer Fürst und Geistlicher des tibetischen Buddhismus (* 1309)
- Waldemar III., König von Dänemark und Herzog von Schleswig (* 1314)